# Parkland Beach
Parkland Beach är en ort i Kanada.   Den ligger i provinsen Alberta, i den centrala delen av landet, 2 900 km väster om huvudstaden Ottawa. Parkland Beach ligger 932 meter över havet och antalet invånare är 124. Den ligger vid sjön Gull Lake.
Terrängen runt Parkland Beach är platt. Runt Parkland Beach är det mycket glesbefolkat, med 4 invånare per kvadratkilometer.. Närmaste större samhälle är Rimbey, 11,8 km väster om Parkland Beach.